# Two Foot Bay
De Two Foot Bay is een klein dorpje en beschermd natuurgebied in het noordoosten van het eiland Barbuda in Antigua en Barbuda. De kust bestaat uit kalkstenen klippen en heeft grotten. In de Indian Cave bevinden zich de enige petrogliefen van het eiland. Veel vogels waaronder de endemische Barbudazanger leven in het gebied. De enige hoofdweg van het eiland loopt van de veerboothaven en Martello Tower in het zuiden via Codrington naar Two Foot Bay.

## Grotten
Er bevinden zich meerdere grotten bij Two Foot Bay waarvan sommigen groot genoeg zijn om in te staan. The Fridge (de koelkast) heeft zijn naam te danken aan de lage temperatuur. De Indian Cave bevat de enige petrogliefen van Barbuda die door de inheemse bevolking is achtergelaten.
In de jaren 1890 werd bij Gun Shop Cliff guano (vogelpoep) gemijnd. De ingang van de grot bevindt zich bij de ruïne van een huis dat waarschijnlijk door de mijners was gebouwd. De toegang van de grot leidt tot de Drop Cavern, een ronde kamer die in verbinding staat met een 11 meter hoge kamer waar vleermuizen wonen. Aan de oostkant van Drop Cavern is een nauwe passage waar zich petrogliefen bevinden.

## Natuur
Het gebied rond Two Foot Bay bestaat uit dicht struikgewas met kalkstenen klippen. De klippen worden gebruikt door vogels als de roodsnavelkeerkringvogel, de witbuikelenia en de Antilliaanse kuifkolibrie om te broeden. In het struikgewas bevinden zich vogels als de witoogspotlijster, en het is de enige locatie waar de Barbudazanger voorkomt met een paar duizend exemplaren. In augustus 2014 werd het gebied en de omliggende zee beschermd als natuurgebied.